# Fjodor Smolov
Fjodor Mikhajlovitj Smolov (russisk: Фёдор Миха́йлович Смо́лов,tr. Fjodor Mikhájlovitj Smólov; født 9. februar 1990 i Saratov, Sovjetunionen), er en russisk fodboldspiller (angriber), der spiller for FC Krasnodar i Ruslands liga.

## Klubkarriere
Smolov startede sin karriere hos Dynamo Moskva, hvor han var tilknyttet i hele otte sæsoner, dog afbrudt af udlejninger til blandt andet Anzhi Makhachkala og hollandske Feyenoord. I 2015 skiftede han på en fri transfer til ligarivalerne FC Krasnodar.

## Landshold
Smolov debuterede for Ruslands landshold 14. november 2012 i en venskabskamp mod USA. Han har siden repræsenteret Rusland ved både EM 2016 i Frankrig samt Confederations Cup 2017 og VM 2018, begge på hjemmebane.